# Lokalbahn Strakonitz–Blatná–Březnitz

Das Streckennetz der Lokalbahn Strakonitz–Blatná–Březnitz mit Abzweigungen

Die Lokalbahn Strakonitz–Blatná–Březnitz mit Abzweigungen (tschech.: Místní dráha Strakonice–Blatná–Březnice s odbočkami) war eine staatlich garantierte Lokalbahn-Aktiengesellschaft im heutigen Tschechien. Die Gesellschaft hatte ihren Sitz in Prag.

## Geschichte
Am 21. September 1896 wurde dem „Ferdinand Freiherrn v. Hildprandt in Blatná im Vereine mit Karl Freiherrn v. Lilgenau in Schlüsselburg, Franz Steiner in Blatná, Wenzel Pobuda in Rožmital, Anton Sündermann in Unter-Březan und Lambert Pavek in Schlüsselburg die erbetene Concession zum Baue und Betriebe einer als normalspurige Localbahn auszuführenden Locomotiveisenbahn von der Station Strakonitz der Staatsbahnlinie Gmünd–Eger über Blatná zur Station Březnitz der Staatsbahnlinie Protivin–Zditz“ erteilt. Teil der Konzession war die Verpflichtung, den Bau der Strecke sofort zu beginnen und binnen zwei Jahren fertigzustellen. Am 21. Februar 1897 erhielten die o. g. Konzessionäre auch die Genehmigung für den Bau und Betrieb der Zweigbahnen Blatná–Nepomuk und Březnitz–Rožmital. Das Aktienkapital der Gesellschaft betrug insgesamt 2.337.000 Kronen.
Am 24. Januar 1898 wurde der gesetzlich festgesetzte Fertigstellungstermin der Strecken in einer Kundmachung des Eisenbahnministeriums auf den 1. Juni 1899 abgeändert. Eröffnet wurden die Strecken schließlich am 11. Juni 1899.
Den Betrieb führten die k.k. Staatsbahnen (kkStB) auf Rechnung der Lokalbahn Strakonitz–Blatná–Březnitz aus. Nach dem Ersten Weltkrieg übernahmen die neugegründeten Tschechoslowakischen Staatsbahnen (ČSD) die Betriebsführung von den kkStB. Am 1. Januar 1925 wurde die Lokalbahn Strakonitz–Blatná–Březnitz per Gesetz verstaatlicht und die Strecken wurden ins Netz der ČSD integriert.
Die Strecken bestehen noch. Sie gehören heute zum Netz des staatlichen tschechischen Infrastrukturbetreibers Správa železniční dopravní cesty (SŽDC). (Stand 2012)

## Strecken
- Strakonitz–Březnitz
- Blatna–Nepomuk
- Březnitz–Rožmital

## Fahrzeugeinsatz
Die betriebsführende kkStB beschaffte auf Rechnung der Lokalbahn Strakonitz–Blatná–Březnitz drei Lokomotiven der kkStB-Reihe 97 und eine der kkStB-Reihe 178. Sie besaßen die Betriebsnummern 97.140–144 und 178.141.